# ビタミンK欠乏性出血症
ビタミンK欠乏性出血症（英: vitamin K dependent bleeding、VKDB）は、新生児から乳児期にみられる出血症の一種で、ビタミンKの欠乏が原因の出血症を指す。ビタミンKは血液凝固において重要な役割を果たす脂溶性ビタミンであり、新生児期に特に欠乏しやすいため、適切に補充されない場合は一定の確率で出血症を惹き起こす。
ほとんどの先進国で予防策が行われ、発症することは稀だが、発症すると死亡するなどの深刻な症状となる場合もある。

## 分類
発症時期により臨床像が異なるため3種類に分類される。国際的には、出生後24時間以内に発症するものを早発型（early onset form）、生後24時間から7日後までに発症するものを古典型（classical form）、それ以降に発症するものを遅発型（late onset form）と呼んでいる。
| 分類   | 発症時期         | 好発部位                   | 原因                       |
| ------ | ---------------- | -------------------------- | -------------------------- |
| 早発型 | 出生後24時間以内 | 頭皮、皮膚、脳、胸部、腹部 | 母体への投薬・栄養状態など |
| 古典型 | 1-7日以内        | 腸、臍、皮膚、鼻など       | 母乳育児など               |
| 遅発型 | 8日以降          | 脳、皮膚、腸               | 母乳、胆汁うっ滞など       |

## 症状
出生直後にみられる早発型では吐血や下血、頭蓋内出血で発症することが多い。古典型は第2～4生日に新生児メレナ（下血）で発症することが多い。一方遅発型ではその8割以上が頭蓋内出血で発症し、非常に予後は不良である。

## 原因
成人であれば腸内細菌叢によってビタミンKが合成されており、ビタミンK欠乏症に至ることは少ない。しかし新生児の腸内細菌叢は未熟であり、自力でビタミンKを補充することができない。そしてビタミンKは胎盤移行性が悪く、母乳中の含有量も少ない。また母乳中のビタミンKの含有量には個人差が大きく、ほとんどビタミンKを含有していない場合もある。以上の理由により、新生児から乳児にかけてビタミンKが欠乏しやすく、ビタミンK欠乏性出血症を発症する。
早発型では、母体の栄養状態、ビタミンKの吸収阻害作用がある薬物（抗けいれん薬、抗結核薬、ワルファリンなど）の投与などが原因とされる。古典・後期では、母乳育児のみでビタミンK2シロップや粉ミルクの未投与、肝臓・胆道疾患なども原因となる。また後期以降は、肝臓・胆道疾患、メチルテトラゾールチオール基（MTT基）を持つ薬剤（抗生物質など）によるビタミンK代謝障害、ワルファリンなどのビタミンK拮抗薬の投与などが原因となる。

## 予防
日本小児科学会らは合計13回内服させる方法（3か月法）による統一を提言している。
出生後から生後3ヶ月まで、1週間おきにビタミンK2シロップ1mL(2mg)を経口投与する。なお、シロップは高浸透圧であるため、初回と2回目は滅菌水で10倍に希釈してもよい。

## 歴史
1894年にボストンの医師 Charles Townsend は、新生児における出血傾向の症例50件が似ていることから疾患として Haemorrhagic Disease of the Newborn (HDN)と命名した。
1999年に、HDN から vitamin K dependent bleeding (VKDB)へ改名された。これは国際血栓止血学会の小児/周産期小委員会からの改名提案であり、ビタミンK欠乏症によるものと明確にして新生児溶血性疾患（HDN）との混同が避けられ、定義されていた新生児期の4週間を過ぎても VKDB とできることから改名された。